# ني زا
ني زا هو إله الحماية في الديانة الشعبية الصينية. اسمه الطاوي الرسمي هو «مارشال المذبح المركزي» (中 壇 元帥). ثم حصل على لقب «أمير اللوتس الثالث» (蓮花 三 太子) بعد أن أصبح إلهًا.تم عمل فيلم رسوم متحركة عن ني زا في 2019 وحقق أرقام قياسية.